# Dom Mount Dom
Dom Mount Dom är ett berg i Australien. Det ligger i regionen Murrindindi och delstaten Victoria, omkring 66 kilometer öster om delstatshuvudstaden Melbourne. Toppen på Dom Mount Dom är 740 meter över havet, eller 198 meter över den omgivande terrängen. Bredden vid basen är 3,1 km.
Trakten runt Dom Mount Dom är nära nog obefolkad, med mindre än två invånare per kvadratkilometer.. Närmaste större samhälle är Healesville, omkring 14 kilometer sydväst om Dom Mount Dom. 
I omgivningarna runt Dom Mount Dom växer i huvudsak städsegrön lövskog. Genomsnittlig årsnederbörd är 1 391 millimeter. Den regnigaste månaden är juni, med i genomsnitt 161 mm nederbörd, och den torraste är januari, med 57 mm nederbörd.